# Андронаті Сергій Андрійович
Андрона́ті Сергі́й Андрі́йович (19 вересня 1940, Одеса — 29 червня 2022, Одеса) — український хімік, біоорганік, академік АН УРСР, голова Південного наукового центру, член Президії НАН України.

## Біографія
Народився 19 вересня 1940 року в м. Одесі.
Навчався в Одеському державному університеті ім. І. І. Мечникова на хімічному факультеті. У 1964 році з відзнакою його закінчив і продовжив навчання в аспірантурі. Після військової служби захистив кандидатську, а в 1976 р. — докторську дисертації.
Паралельно з отриманням освіти працював старшим науковим співробітником, завідувачем відділу, заступником директора з наукової роботи, а з 1984 р. — директором Фізико-хімічного інституту АН УРСР. З 1998 — завідувач кафедри фармацевтичної хімії Одеського державного університету і науковий керівник Хіміко-фармацевтичного навчально-науково-виробничого комплексу НАН і МОН України. Народний депутат СРСР (1989—1991). Член правління Українського хімічного товариства ім. Д. І. Менделєєва і Міжнародного товариства з гетероциклічної хімії, член Комітету з Державних премій України в галузі науки і техніки, наукових рад відділення хімії НАН України. Голова Координаційної ради відділення хімії НАН України з проблеми «Наукові основи створення лікарських препаратів».

## Наукові дослідження
Учень академіка О. В. Богатського. Наукові інтереси охоплюють проблеми розробки методів синтезу, вивчення структури, конформацій, фізіологічної активності, механізмів дії біологічно активних сполук і пов'язані із створенням теоретичних основ спрямованого синтезу психофармакологічних, антигіпоксичних, серцево-судинних, антитромботичних, противірусних і інтерфероніндукуючих засобів.
У цій галузі він провів ґрунтовні дослідження зв'язку між структурою, стереохімією та властивостями (в тому числі і фармакологічними) гетероциклічних сполук, що мають психотропну дію. Як пише в своїй книжці Вчені України: 100 видатних імен [Архівовано 14 січня 2017 у Wayback Machine.] Ігор Шаров, на основі кількісного вивчення зв'язку «структура-власності» в рядах цих сполук здійснено цілеспрямований синтез високоефективних і малотоксичних транквілізаторів, антигтигіпоксантів і актопротекторів з оригінальним спектром фармакологічних властивостей. На цій основі був створений і проваджений у практику перший вітчизняний транквілізатор, снодійний і протисудомний препарат феназепам і денний транквілізатор — гідазепам. У галузі хімії імунотропних і противірусних засобів важливим досягненням Андронаті і керованих ним науковців є синтез низки ефективних низькомолекулярних стимуляторів неспецифічного імунітету організму, які є потенційно лікарськими засобами для лікування і профілактики онкологічних захворювань і особливо небезпечних вірусних інфекцій.
Помер 29 червня 2022 року на 82 році життя. Похований 1 липня 2022 року на Другому Християнському цвинтарі в м. Одесі.

## Нагороди
- Заслужений діяч науки і техніки УРСР (1990);
- лауреат Державної премії СРСР (1980);
- лауреат Державної премії України в галузі науки і техніки (1991);
- лауреат Премії президентів академій наук України, Білорусі і Молдови (1998);
- почесний член АН Молдови;
- почесний професор Одеського національного університету ім. І. І. Мечникова МОН України (2010).
- ордени «Знак Пошани» (1981), Дружби народів (1986), «За заслуги» ІІІ ступеня (2002);
- Почесна грамота Кабінету Міністрів України (2002), Відзнака НАН України «За наукові досягнення» (2007).